# NGC 5857
NGC 5857 é uma galáxia espiral barrada (SBb) localizada na direcção da constelação de Boötes. Possui uma declinação de +19° 35' 54" e uma ascensão recta de 15 horas, 07 minutos e 27,3 segundos.
A galáxia NGC 5857 foi descoberta em 27 de Abril de 1788 por William Herschel.